# Big Fat Lie (album)
Albums de Nicole Scherzinger
Killer Love
(2011)
Singles
1. Your Love
Sortie : 30 mai 2014
2. Run
Sortie : 30 septembre 2014
3. On The Rocks
Sortie : 10 octobre 2014

Big Fat Lie est le 2e album studio de la chanteuse américaine Nicole Scherzinger, l'album est sortie le 17 octobre 2014 sous le label RCA Records. Nicole Scherzinger commence à travailler sur cet album en été 2013 avec Terius "The-Dream" Nash et Christopher "Tricky" Stewart qui sont les producteurs exécutifs de l'album.
| No  | Titre                          | Auteur                                                | Producteur(s)                     | Durée |
| --- | ------------------------------ | ----------------------------------------------------- | --------------------------------- | ----- |
| 1.  | Your Love                      | Terius "The-Dream" Nash, Christopher "Tricky" Stewart | Stewart, Nash, Bart Schoudel      | 4:06  |
| 2.  | Electric Blue (featuring T.I.) | Stewart, Nash                                         | Stewart, Nash, Schoudel           | 3:41  |
| 3.  | On The Rocks                   | Nash, Stewart, Carlos McKinney                        | Stewart, Nash, McKinney, Schoudel | 5:07  |
| 4.  | Heartbreaker                   | Nash, Stewart                                         | Stewart, Nash, Chris "TEK" O'Ryan | 4:59  |
| 5.  | God Of War                     | Nash, Stewart                                         | Nash, Stewart, O'Ryan             | 3:57  |
| 6.  | Girl with a Diamond Heart      | Nash, Stewart                                         | Nash, Stewart, O'Ryan             | 3:38  |
| 7.  | Just a Girl                    | Nash, Stewart                                         | Nash, Stewart, Schoudel           | 3:26  |
| 8.  | First Time                     | Nash, Stewart                                         | Stewart, Nash                     | 3:19  |
| 9.  | Bang                           | Nash, Stewart                                         | Nash, Stewart, Schoudel           | 4:27  |
| 10. | Big Fat Lie                    | Nash, Stewart, Nicole Scherzinger                     | Nash, Stewart, Schoudel           | 3:49  |
| 11. | Run                            | Justin Tranter, Julia Michaels, Felix Snow            | Snow, O'Ryan                      | 3:30  |

| Titres bonus Édition Deluxe | Titres bonus Édition Deluxe | Titres bonus Édition Deluxe | Titres bonus Édition Deluxe | Titres bonus Édition Deluxe | Titres bonus Édition Deluxe | Titres bonus Édition Deluxe | Titres bonus Édition Deluxe | Titres bonus Édition Deluxe | Titres bonus Édition Deluxe |
| No                          | Titre                       | Auteur                      | Producteur(s)               | Durée                       |                             |                             |                             |                             |                             |
| --------------------------- | --------------------------- | --------------------------- | --------------------------- | --------------------------- | --------------------------- | --------------------------- | --------------------------- | --------------------------- | --------------------------- |
| 12.                         | Little Boy                  | Nash, Stewart               |                             | 3:50                        |                             |                             |                             |                             |                             |
| 13.                         | Unison                      | Nash, Stewart               |                             | 3:48                        |                             |                             |                             |                             |                             |
| 14.                         | Cold War                    | Stewart, Tranter            |                             | 3:26                        |                             |                             |                             |                             |                             |
| 55:03                       |                             |                             |                             |                             |                             |                             |                             |                             |                             |

## Historique des Sorties
| Pays       | Date            | Version          | Format                     | Label      | Ref    |
| ---------- | --------------- | ---------------- | -------------------------- | ---------- | ------ |
| Allemagne  | 17 octobre 2014 | Standard, Deluxe | CD, téléchargement digital | Sony Music |        |
| Irelande   | 17 octobre 2014 | Standard, Deluxe | CD, téléchargement digital | Sony Music |        |
| France     | 20 octobre 2014 | Standard, Deluxe | CD, téléchargement digital | Sony Music |        |
| Espagne    | 20 octobre 2014 | Standard, Deluxe | CD, téléchargement digital | Sony Music |        |
| Angleterre | 20 octobre 2014 | Standard, Deluxe | CD, téléchargement digital | RCA        | [ 6 ]  |
| Italie     | 21 octobre 2014 | Standard, Deluxe | CD, téléchargement digital | Sony Music |        |
| Brésil     | 21 octobre 2014 | Standard, Deluxe | CD, téléchargement digital | Sony Music | [ 7 ]  |
| Pologne    | 21 octobre 2014 | Standard, Deluxe | CD, téléchargement digital | Sony Music | [ 8 ]  |
| Australie  | 24 octobre 2014 | Standard, Deluxe | CD, téléchargement digital | Sony Music | [ 9 ]  |
| États-Unis | début 2015      | Standard, Deluxe | CD, téléchargement digital | Sony Music | [ 10 ] |